# Tetonius
Il tetonio (gen. Tetonius) è un primate estinto, appartenente ai tarsiformi. Visse nell'Eocene inferiore (circa 55 – 50 milioni di anni fa) e i suoi resti fossili sono stati ritrovati in Nordamerica.

## Descrizione
Di aspetto simile a un tarsio o a un galagone, questo animale non era di grandi dimensioni. La caratteristica più saliente di Tetonius era data dalle grandi orbite, dirette in avanti, che fanno supporre uno stile di vita notturno. Si distingueva da altri animali simili, come Teilhardina, per le maggiori dimensioni e per i molari e premolari più larghi. Il terzo premolare inferiore, inoltre, era grande e a doppia radice.
Un cranio in cui si è conservato il calco endocranico ha permesso di ricostruire le aree del cervello di questo animale. In Tetonius, la corteccia cerebrale era espansa nelle regioni temporale e occipitale del cervello, aree che sono preposte alla vista e all'udito. Inoltre, il senso dell'olfatto in Tetonius non doveva essere preminente, come evidenziato dalle dimensioni ridotte dei lobi olfattivi del cervello, se confrontati con quelli di molti mammiferi odierni. In ogni caso, i lobi olfattivi di Tetonius erano grandi in confronto a quelli dei primati attuali, soprattutto rispetto a quelli, minuscoli, degli attuali tarsi. Il cervello di Tetonius, inoltre, non era molto grande, e la capacità cranica era ben al di sotto di quella dei primati attuali. Tetonius e i suoi affini possedevano canini molto più piccoli rispetto ad altri primati, viventi o estinti. I canini inferiori, in particolare, erano poco più che vestigiali.

## Classificazione

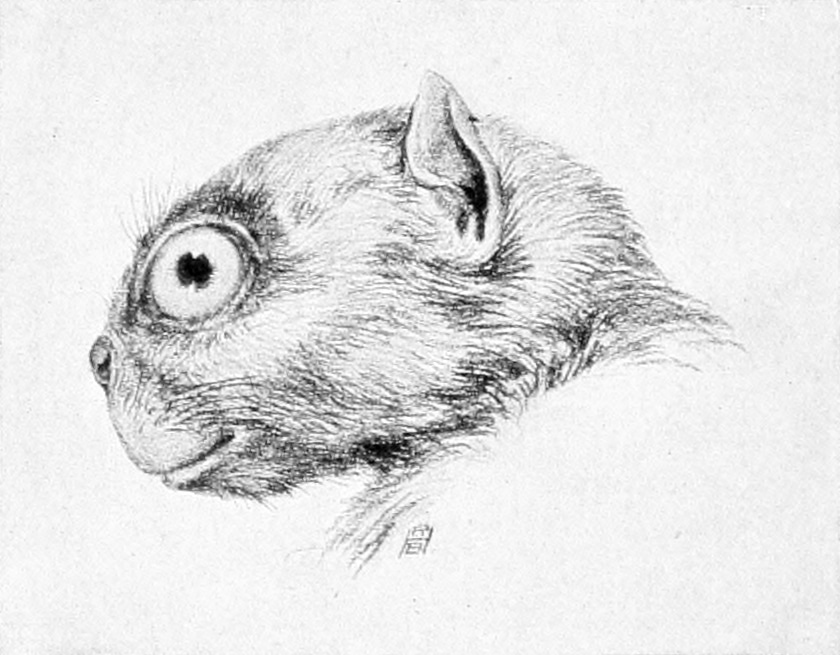
Ricostruzione della testa di Tetonius homunculus

Il genere Tetonius venne istituito nel 1915 da W. D. Matthew, per includere una specie di primate già nota in precedenza e descritta da Edward Drinker Cope nel 1882 con il nome di Anaptomorphus homunculus. Matthew riconobbe sufficienti differenze con la specie tipo del genere Anaptomorphus tali da permettere l'istituzione del genere Tetonius. Oltre alla specie tipo, T. homunculus, sono note anche T. matthewi e T. mckennai, descritte da Bown e Rose nel 1987, tutte provenienti dal Wyoming. La specie Pseudotetonius ambiguus, inoltre, potrebbe appartenere al genere Tetonius. Il nome Tetonius deriva dal Teton Range, una catena montuosa del Wyoming.
Questo animale fa parte di un gruppo di primati eocenici noti come Omomyidae, comprendenti numerose forme simili a tarsi e galagoni. In particolare, Tetonius appartiene alla sottofamiglia degli Anaptomorphinae, comprendente anche Anaptomorphus e il minuscolo Teilhardina.